# Telipna anneckei
Telipna anneckei är en fjärilsart som beskrevs av Herman Dewitz 1886. Telipna anneckei ingår i släktet Telipna och familjen juvelvingar. Inga underarter finns listade i Catalogue of Life.